# Paulo de Samósata
Paulo de Samósata foi um religioso cristão do século III (viveu, aproximadamente, entre 200 e 275), tendo sido bispo de Antioquia entre 260 e 268 ou entre 267 e 270, dependendo da fonte. Oriundo de Samósata, na Síria, sua carreira eclesiástica cercou-se de controvérsias em virtude da acusação de adocionismo.

## Carreira eclesiástica
Em 260, foi nomeado funcionário de elite da administração financeira da rainha Zenóbia. De acordo com Eusébio de Cesareia, na sua História Eclesiástica (VII.30). Neste mesmo período foi eleito bispo de Antioquia, recebendo, desde cedo, a acusação de estar mais interessado no cargo público que na função eclesiástica. Em algumas listas, um tal Anfilóquio de Antioquia aparece entre Demétrio de Antioquia, que foi levado cativo para a Pérsia pelo rei Sapor I e morreu em data incerta, e Paulo. Nada mais se sabe sobre esta pessoa.
Um concílio reunindo bispos das cidades próximas a Antioquia tentou demovê-lo do cargo por conduta e doutrina heterodoxas, mas não obteve êxito. "Somente em 268, um novo concílio reunido em Antioquia conseguiu pô-lo sob acusação e declará-lo herético". A estratégia foi um debate entre Paulo de Samósata e o presbítero Málquio de Antioquia, mestre de retórica. Derrotado no debate, Paulo foi deposto do cargo.
Somente anos mais tarde, no entanto, quando Antioquia voltou à administração romana depois do jugo persa, é que Paulo de Samósata abandonou - à força - os postos eclesiásticos que ocupava.

## Teologia
O pensamento teológico de Paulo de Samósata é extraído de fragmentos, especialmente, das menções que lhe são feitas por Eusébio de Cesareia.
A acusação básica contra ele é a de que ele seria um adocionista, ou seja, em linhas gerais, ele teria afirmado que Jesus Cristo nascera meramente humano e, de alguma forma, teria sido divinizado no correr de seu ministério.
O adocionismo de Paulo de Samósata, no entanto, é mais evoluído que o de seus antecedentes, pois já leva em consideração a teoria do Logos desenvolvida a partir do século II. Segundo a interpretação de Simonetti, para Paulo:
| “ | O Logos (Sabedoria) divino não é pessoal, isto é, dotado de hipóstase distinta, mas apenas uma dynamis, faculdade operativa de Deus: é a ordem e o comando com que Deus opera no mundo. | ” |
|   | — Simonetti, sobre a teologia de Paulo de Samósata. |   |

O título Filho de Deus, para Paulo de Samósata, não deveria ser atribuído ao Logos (ou à natureza divina de Cristo) e sim ao homem Jesus de Nazaré. De acordo com o modelo adocionista clássico, o Logos teria feito morada no homem Jesus e, por conta disto, o elevado a uma categoria ainda mais alta que a dos patriarcas e dos profetas, diferenciando-o, de uma forma própria, de todos os outros seres humanos. Sendo assim, Jesus Cristo, "embora sendo o Filho de Deus, sempre ficara simples homem".
O pensamento adocionista ainda seria combatido, em suas variantes, muitas décadas depois, nos Concílios de Niceia e Constantinopla.